# Karl Heribert von Dalberg
Karl Heribert von Dalberg (* 15. April 1849 in Rötschitz (heute: Řečice); † 8. September 1920 in Malešov) war Freiherr und ein Mitglied der reichsritterschaftlichen Familie Dalberg, sowie erbliches Mitglied des Herrenhauses des Österreichischen Reichsrates.

## Herkunft
Karl Heribert war der erstgeborene Sohn von Friedrich Ferdinand von Dalberg (1822–1908) und von Kunigunde von Vittinghoff-Schell zu Schellenberg (1827–1892).

## Familie
Karl Heribert heiratete am 15. November 1873 Gabriele, Tochter des Grafen Ferdinand und der Gräfin Rosa von Spiegel-Diesenberg-Hanxleden (* 15. November 1854; † 6. Februar 1936.). Sie war Sternkreuzordensdame. Aus dieser Ehe gingen drei Töchter hervor:
1. Maria Josephine (* 15. März 1884 in Wien, † 27. April 1897[4][Anm. 3] in Meran)
2. Maria Gabriele (* 8. Mai 1889 in Schloss Datschitz; † 18. Juli 1900 in Schloss Datschitz)
3. Maria Anna (* 11. März 1891 in Schloss Datschitz; † 22. Februar 1979 in Haus Loburg bei Coesfeld) heiratete am 16. November 1912 in Prag Franz Emanuel Konstantin Prinz zu Salm und Salm-Salm (* 30. August 1876[5]; † 10. Januar 1964[Anm. 4]), einen preußischen Offizier. Nach dem Tod ihres letzten Cousins, Johannes Evangelist von Dalberg, 1940 vereinigte sie alle dalbergischen Besitzungen in ihrer Hand. Allerdings wurde der Besitz in Tschechien 1945 enteignet.

## Leben
Karl Heribert von Dalberg erbte als Erstgeborener den gesamten dalbergischen Besitz, außer der Herrschaft Datschitz in Mähren, die für seinen jüngeren Bruder, Friedrich X. von Dalberg, abgespalten wurde. Auch trat er in Nachfolge seines Vaters in den erblichen Sitz der Familie im Herrenhaus des Österreichischen Reichsrates ein. In der Folge kam es zu einem Erbstreit zwischen den Brüdern, der mit einem außergerichtlichen Vergleich endete: Der in Bayern liegende Besitz wurde unter Berufung auf den alten Familienvertrag von 1723 zum Familienfideikommiss erklärt.
1918 wurden in der nun neu souveränen Tschechoslowakei die Adelstitel und die damit verbundenen Privilegien abgeschafft, so dass Karl Heribert 1920 als Karl Heribert Dalberg verstarb. Der Fideikommiss in Bayern ging zunächst an die Datschitzer Linie, der übrige Besitz an die überlebende Tochter, Maria Anna.

## Ehrungen
Karl Heribert von Dalberg war seit 1877 Ehrenritter des Deutschen Ordens und seit 1880 k. u. k. Kämmerer des Kaisers von Österreich.